# Elafonisos (gmina)
Elafonisos (gr. Δήμος Ελαφονήσου, Dimos Elafonisu) – gmina w Grecji, w administracji zdecentralizowanej Peloponez, Grecja Zachodnia i Wyspy Jońskie, w regionie Peloponez, w jednostce regionalnej Lakonia. Siedzibą gminy jest Elafonisos. W skład gminy wchodzi przede wszystkim wyspa Elafonisos. W 2011 roku liczyła 1041 mieszkańców.